# Dragoljub Minić
Dragoljub Minić (Titograd, Iugoslàvia (actualment Podgorica, Montenegro) 5 d'abril de 1936 – Novi Sad, 5 d'abril de 2005) fou un jugador d'escacs iugoslau, que ostentà el títol de Gran Mestre. Minić va fer de segon de Svetozar Gligorić i de Ljubomir Ljubojević, els millors jugadors iugoslaus de l'època. Era conegut pel seu coneixement del joc, i la seva gran capacitat analítica. La FIDE li atorgà el títol de Mestre Internacional el 1964, i el de Gran Mestre honorari el 1991.
|  |

## Resultats destacats en competició
La seva carrera escaquística es va desenvolupar principalment durant els 1960 i 1970. Va guanyar el campionat de Iugoslàvia de 1962 (conjuntament amb Aleksandar Matanović). Va representar Iugoslàvia en moltes competicions, inclosa la 15a olimpíada, a Varna 1962, on hi puntuà 6.5 de 8 partides, i on Iugoslàvia acabà en segona posició, rere la Unió Soviètica, i a l'olimpíada de Siegen 1970, on hi puntuà 8.5 de 10 per Iugoslàvia, que acabà tercera rere la Unió Soviètica i Hongria.

## Partida notable
Minić fou un virtuós de la defensa siciliana, la qual jugava molt bé amb qualsevol color. Aquí hi ha una aguda victòria tàctica contra el Gran Mestre iugoslau Albin Planinc:
|   | a | b | c | d | e | f | g | h |   |
| 8 | h8 negres torre · b7 negres alfil · c7 negres rei · d7 negres cavall · e7 blanques dama · g7 negres peó · h7 negres peó · d6 blanques cavall · f6 negres cavall · e5 blanques peó · g5 blanques alfil · b4 blanques rei · d4 blanques torre · f3 negres dama · b2 blanques peó · c2 blanques peó · h2 blanques peó · a1 negres torre · h1 blanques torre | h8 negres torre · b7 negres alfil · c7 negres rei · d7 negres cavall · e7 blanques dama · g7 negres peó · h7 negres peó · d6 blanques cavall · f6 negres cavall · e5 blanques peó · g5 blanques alfil · b4 blanques rei · d4 blanques torre · f3 negres dama · b2 blanques peó · c2 blanques peó · h2 blanques peó · a1 negres torre · h1 blanques torre | h8 negres torre · b7 negres alfil · c7 negres rei · d7 negres cavall · e7 blanques dama · g7 negres peó · h7 negres peó · d6 blanques cavall · f6 negres cavall · e5 blanques peó · g5 blanques alfil · b4 blanques rei · d4 blanques torre · f3 negres dama · b2 blanques peó · c2 blanques peó · h2 blanques peó · a1 negres torre · h1 blanques torre | h8 negres torre · b7 negres alfil · c7 negres rei · d7 negres cavall · e7 blanques dama · g7 negres peó · h7 negres peó · d6 blanques cavall · f6 negres cavall · e5 blanques peó · g5 blanques alfil · b4 blanques rei · d4 blanques torre · f3 negres dama · b2 blanques peó · c2 blanques peó · h2 blanques peó · a1 negres torre · h1 blanques torre | h8 negres torre · b7 negres alfil · c7 negres rei · d7 negres cavall · e7 blanques dama · g7 negres peó · h7 negres peó · d6 blanques cavall · f6 negres cavall · e5 blanques peó · g5 blanques alfil · b4 blanques rei · d4 blanques torre · f3 negres dama · b2 blanques peó · c2 blanques peó · h2 blanques peó · a1 negres torre · h1 blanques torre | h8 negres torre · b7 negres alfil · c7 negres rei · d7 negres cavall · e7 blanques dama · g7 negres peó · h7 negres peó · d6 blanques cavall · f6 negres cavall · e5 blanques peó · g5 blanques alfil · b4 blanques rei · d4 blanques torre · f3 negres dama · b2 blanques peó · c2 blanques peó · h2 blanques peó · a1 negres torre · h1 blanques torre | h8 negres torre · b7 negres alfil · c7 negres rei · d7 negres cavall · e7 blanques dama · g7 negres peó · h7 negres peó · d6 blanques cavall · f6 negres cavall · e5 blanques peó · g5 blanques alfil · b4 blanques rei · d4 blanques torre · f3 negres dama · b2 blanques peó · c2 blanques peó · h2 blanques peó · a1 negres torre · h1 blanques torre | h8 negres torre · b7 negres alfil · c7 negres rei · d7 negres cavall · e7 blanques dama · g7 negres peó · h7 negres peó · d6 blanques cavall · f6 negres cavall · e5 blanques peó · g5 blanques alfil · b4 blanques rei · d4 blanques torre · f3 negres dama · b2 blanques peó · c2 blanques peó · h2 blanques peó · a1 negres torre · h1 blanques torre | 8 |
| 7 | h8 negres torre · b7 negres alfil · c7 negres rei · d7 negres cavall · e7 blanques dama · g7 negres peó · h7 negres peó · d6 blanques cavall · f6 negres cavall · e5 blanques peó · g5 blanques alfil · b4 blanques rei · d4 blanques torre · f3 negres dama · b2 blanques peó · c2 blanques peó · h2 blanques peó · a1 negres torre · h1 blanques torre | h8 negres torre · b7 negres alfil · c7 negres rei · d7 negres cavall · e7 blanques dama · g7 negres peó · h7 negres peó · d6 blanques cavall · f6 negres cavall · e5 blanques peó · g5 blanques alfil · b4 blanques rei · d4 blanques torre · f3 negres dama · b2 blanques peó · c2 blanques peó · h2 blanques peó · a1 negres torre · h1 blanques torre | h8 negres torre · b7 negres alfil · c7 negres rei · d7 negres cavall · e7 blanques dama · g7 negres peó · h7 negres peó · d6 blanques cavall · f6 negres cavall · e5 blanques peó · g5 blanques alfil · b4 blanques rei · d4 blanques torre · f3 negres dama · b2 blanques peó · c2 blanques peó · h2 blanques peó · a1 negres torre · h1 blanques torre | h8 negres torre · b7 negres alfil · c7 negres rei · d7 negres cavall · e7 blanques dama · g7 negres peó · h7 negres peó · d6 blanques cavall · f6 negres cavall · e5 blanques peó · g5 blanques alfil · b4 blanques rei · d4 blanques torre · f3 negres dama · b2 blanques peó · c2 blanques peó · h2 blanques peó · a1 negres torre · h1 blanques torre | h8 negres torre · b7 negres alfil · c7 negres rei · d7 negres cavall · e7 blanques dama · g7 negres peó · h7 negres peó · d6 blanques cavall · f6 negres cavall · e5 blanques peó · g5 blanques alfil · b4 blanques rei · d4 blanques torre · f3 negres dama · b2 blanques peó · c2 blanques peó · h2 blanques peó · a1 negres torre · h1 blanques torre | h8 negres torre · b7 negres alfil · c7 negres rei · d7 negres cavall · e7 blanques dama · g7 negres peó · h7 negres peó · d6 blanques cavall · f6 negres cavall · e5 blanques peó · g5 blanques alfil · b4 blanques rei · d4 blanques torre · f3 negres dama · b2 blanques peó · c2 blanques peó · h2 blanques peó · a1 negres torre · h1 blanques torre | h8 negres torre · b7 negres alfil · c7 negres rei · d7 negres cavall · e7 blanques dama · g7 negres peó · h7 negres peó · d6 blanques cavall · f6 negres cavall · e5 blanques peó · g5 blanques alfil · b4 blanques rei · d4 blanques torre · f3 negres dama · b2 blanques peó · c2 blanques peó · h2 blanques peó · a1 negres torre · h1 blanques torre | h8 negres torre · b7 negres alfil · c7 negres rei · d7 negres cavall · e7 blanques dama · g7 negres peó · h7 negres peó · d6 blanques cavall · f6 negres cavall · e5 blanques peó · g5 blanques alfil · b4 blanques rei · d4 blanques torre · f3 negres dama · b2 blanques peó · c2 blanques peó · h2 blanques peó · a1 negres torre · h1 blanques torre | 7 |
| 6 | h8 negres torre · b7 negres alfil · c7 negres rei · d7 negres cavall · e7 blanques dama · g7 negres peó · h7 negres peó · d6 blanques cavall · f6 negres cavall · e5 blanques peó · g5 blanques alfil · b4 blanques rei · d4 blanques torre · f3 negres dama · b2 blanques peó · c2 blanques peó · h2 blanques peó · a1 negres torre · h1 blanques torre | h8 negres torre · b7 negres alfil · c7 negres rei · d7 negres cavall · e7 blanques dama · g7 negres peó · h7 negres peó · d6 blanques cavall · f6 negres cavall · e5 blanques peó · g5 blanques alfil · b4 blanques rei · d4 blanques torre · f3 negres dama · b2 blanques peó · c2 blanques peó · h2 blanques peó · a1 negres torre · h1 blanques torre | h8 negres torre · b7 negres alfil · c7 negres rei · d7 negres cavall · e7 blanques dama · g7 negres peó · h7 negres peó · d6 blanques cavall · f6 negres cavall · e5 blanques peó · g5 blanques alfil · b4 blanques rei · d4 blanques torre · f3 negres dama · b2 blanques peó · c2 blanques peó · h2 blanques peó · a1 negres torre · h1 blanques torre | h8 negres torre · b7 negres alfil · c7 negres rei · d7 negres cavall · e7 blanques dama · g7 negres peó · h7 negres peó · d6 blanques cavall · f6 negres cavall · e5 blanques peó · g5 blanques alfil · b4 blanques rei · d4 blanques torre · f3 negres dama · b2 blanques peó · c2 blanques peó · h2 blanques peó · a1 negres torre · h1 blanques torre | h8 negres torre · b7 negres alfil · c7 negres rei · d7 negres cavall · e7 blanques dama · g7 negres peó · h7 negres peó · d6 blanques cavall · f6 negres cavall · e5 blanques peó · g5 blanques alfil · b4 blanques rei · d4 blanques torre · f3 negres dama · b2 blanques peó · c2 blanques peó · h2 blanques peó · a1 negres torre · h1 blanques torre | h8 negres torre · b7 negres alfil · c7 negres rei · d7 negres cavall · e7 blanques dama · g7 negres peó · h7 negres peó · d6 blanques cavall · f6 negres cavall · e5 blanques peó · g5 blanques alfil · b4 blanques rei · d4 blanques torre · f3 negres dama · b2 blanques peó · c2 blanques peó · h2 blanques peó · a1 negres torre · h1 blanques torre | h8 negres torre · b7 negres alfil · c7 negres rei · d7 negres cavall · e7 blanques dama · g7 negres peó · h7 negres peó · d6 blanques cavall · f6 negres cavall · e5 blanques peó · g5 blanques alfil · b4 blanques rei · d4 blanques torre · f3 negres dama · b2 blanques peó · c2 blanques peó · h2 blanques peó · a1 negres torre · h1 blanques torre | h8 negres torre · b7 negres alfil · c7 negres rei · d7 negres cavall · e7 blanques dama · g7 negres peó · h7 negres peó · d6 blanques cavall · f6 negres cavall · e5 blanques peó · g5 blanques alfil · b4 blanques rei · d4 blanques torre · f3 negres dama · b2 blanques peó · c2 blanques peó · h2 blanques peó · a1 negres torre · h1 blanques torre | 6 |
| 5 | h8 negres torre · b7 negres alfil · c7 negres rei · d7 negres cavall · e7 blanques dama · g7 negres peó · h7 negres peó · d6 blanques cavall · f6 negres cavall · e5 blanques peó · g5 blanques alfil · b4 blanques rei · d4 blanques torre · f3 negres dama · b2 blanques peó · c2 blanques peó · h2 blanques peó · a1 negres torre · h1 blanques torre | h8 negres torre · b7 negres alfil · c7 negres rei · d7 negres cavall · e7 blanques dama · g7 negres peó · h7 negres peó · d6 blanques cavall · f6 negres cavall · e5 blanques peó · g5 blanques alfil · b4 blanques rei · d4 blanques torre · f3 negres dama · b2 blanques peó · c2 blanques peó · h2 blanques peó · a1 negres torre · h1 blanques torre | h8 negres torre · b7 negres alfil · c7 negres rei · d7 negres cavall · e7 blanques dama · g7 negres peó · h7 negres peó · d6 blanques cavall · f6 negres cavall · e5 blanques peó · g5 blanques alfil · b4 blanques rei · d4 blanques torre · f3 negres dama · b2 blanques peó · c2 blanques peó · h2 blanques peó · a1 negres torre · h1 blanques torre | h8 negres torre · b7 negres alfil · c7 negres rei · d7 negres cavall · e7 blanques dama · g7 negres peó · h7 negres peó · d6 blanques cavall · f6 negres cavall · e5 blanques peó · g5 blanques alfil · b4 blanques rei · d4 blanques torre · f3 negres dama · b2 blanques peó · c2 blanques peó · h2 blanques peó · a1 negres torre · h1 blanques torre | h8 negres torre · b7 negres alfil · c7 negres rei · d7 negres cavall · e7 blanques dama · g7 negres peó · h7 negres peó · d6 blanques cavall · f6 negres cavall · e5 blanques peó · g5 blanques alfil · b4 blanques rei · d4 blanques torre · f3 negres dama · b2 blanques peó · c2 blanques peó · h2 blanques peó · a1 negres torre · h1 blanques torre | h8 negres torre · b7 negres alfil · c7 negres rei · d7 negres cavall · e7 blanques dama · g7 negres peó · h7 negres peó · d6 blanques cavall · f6 negres cavall · e5 blanques peó · g5 blanques alfil · b4 blanques rei · d4 blanques torre · f3 negres dama · b2 blanques peó · c2 blanques peó · h2 blanques peó · a1 negres torre · h1 blanques torre | h8 negres torre · b7 negres alfil · c7 negres rei · d7 negres cavall · e7 blanques dama · g7 negres peó · h7 negres peó · d6 blanques cavall · f6 negres cavall · e5 blanques peó · g5 blanques alfil · b4 blanques rei · d4 blanques torre · f3 negres dama · b2 blanques peó · c2 blanques peó · h2 blanques peó · a1 negres torre · h1 blanques torre | h8 negres torre · b7 negres alfil · c7 negres rei · d7 negres cavall · e7 blanques dama · g7 negres peó · h7 negres peó · d6 blanques cavall · f6 negres cavall · e5 blanques peó · g5 blanques alfil · b4 blanques rei · d4 blanques torre · f3 negres dama · b2 blanques peó · c2 blanques peó · h2 blanques peó · a1 negres torre · h1 blanques torre | 5 |
| 4 | h8 negres torre · b7 negres alfil · c7 negres rei · d7 negres cavall · e7 blanques dama · g7 negres peó · h7 negres peó · d6 blanques cavall · f6 negres cavall · e5 blanques peó · g5 blanques alfil · b4 blanques rei · d4 blanques torre · f3 negres dama · b2 blanques peó · c2 blanques peó · h2 blanques peó · a1 negres torre · h1 blanques torre | h8 negres torre · b7 negres alfil · c7 negres rei · d7 negres cavall · e7 blanques dama · g7 negres peó · h7 negres peó · d6 blanques cavall · f6 negres cavall · e5 blanques peó · g5 blanques alfil · b4 blanques rei · d4 blanques torre · f3 negres dama · b2 blanques peó · c2 blanques peó · h2 blanques peó · a1 negres torre · h1 blanques torre | h8 negres torre · b7 negres alfil · c7 negres rei · d7 negres cavall · e7 blanques dama · g7 negres peó · h7 negres peó · d6 blanques cavall · f6 negres cavall · e5 blanques peó · g5 blanques alfil · b4 blanques rei · d4 blanques torre · f3 negres dama · b2 blanques peó · c2 blanques peó · h2 blanques peó · a1 negres torre · h1 blanques torre | h8 negres torre · b7 negres alfil · c7 negres rei · d7 negres cavall · e7 blanques dama · g7 negres peó · h7 negres peó · d6 blanques cavall · f6 negres cavall · e5 blanques peó · g5 blanques alfil · b4 blanques rei · d4 blanques torre · f3 negres dama · b2 blanques peó · c2 blanques peó · h2 blanques peó · a1 negres torre · h1 blanques torre | h8 negres torre · b7 negres alfil · c7 negres rei · d7 negres cavall · e7 blanques dama · g7 negres peó · h7 negres peó · d6 blanques cavall · f6 negres cavall · e5 blanques peó · g5 blanques alfil · b4 blanques rei · d4 blanques torre · f3 negres dama · b2 blanques peó · c2 blanques peó · h2 blanques peó · a1 negres torre · h1 blanques torre | h8 negres torre · b7 negres alfil · c7 negres rei · d7 negres cavall · e7 blanques dama · g7 negres peó · h7 negres peó · d6 blanques cavall · f6 negres cavall · e5 blanques peó · g5 blanques alfil · b4 blanques rei · d4 blanques torre · f3 negres dama · b2 blanques peó · c2 blanques peó · h2 blanques peó · a1 negres torre · h1 blanques torre | h8 negres torre · b7 negres alfil · c7 negres rei · d7 negres cavall · e7 blanques dama · g7 negres peó · h7 negres peó · d6 blanques cavall · f6 negres cavall · e5 blanques peó · g5 blanques alfil · b4 blanques rei · d4 blanques torre · f3 negres dama · b2 blanques peó · c2 blanques peó · h2 blanques peó · a1 negres torre · h1 blanques torre | h8 negres torre · b7 negres alfil · c7 negres rei · d7 negres cavall · e7 blanques dama · g7 negres peó · h7 negres peó · d6 blanques cavall · f6 negres cavall · e5 blanques peó · g5 blanques alfil · b4 blanques rei · d4 blanques torre · f3 negres dama · b2 blanques peó · c2 blanques peó · h2 blanques peó · a1 negres torre · h1 blanques torre | 4 |
| 3 | h8 negres torre · b7 negres alfil · c7 negres rei · d7 negres cavall · e7 blanques dama · g7 negres peó · h7 negres peó · d6 blanques cavall · f6 negres cavall · e5 blanques peó · g5 blanques alfil · b4 blanques rei · d4 blanques torre · f3 negres dama · b2 blanques peó · c2 blanques peó · h2 blanques peó · a1 negres torre · h1 blanques torre | h8 negres torre · b7 negres alfil · c7 negres rei · d7 negres cavall · e7 blanques dama · g7 negres peó · h7 negres peó · d6 blanques cavall · f6 negres cavall · e5 blanques peó · g5 blanques alfil · b4 blanques rei · d4 blanques torre · f3 negres dama · b2 blanques peó · c2 blanques peó · h2 blanques peó · a1 negres torre · h1 blanques torre | h8 negres torre · b7 negres alfil · c7 negres rei · d7 negres cavall · e7 blanques dama · g7 negres peó · h7 negres peó · d6 blanques cavall · f6 negres cavall · e5 blanques peó · g5 blanques alfil · b4 blanques rei · d4 blanques torre · f3 negres dama · b2 blanques peó · c2 blanques peó · h2 blanques peó · a1 negres torre · h1 blanques torre | h8 negres torre · b7 negres alfil · c7 negres rei · d7 negres cavall · e7 blanques dama · g7 negres peó · h7 negres peó · d6 blanques cavall · f6 negres cavall · e5 blanques peó · g5 blanques alfil · b4 blanques rei · d4 blanques torre · f3 negres dama · b2 blanques peó · c2 blanques peó · h2 blanques peó · a1 negres torre · h1 blanques torre | h8 negres torre · b7 negres alfil · c7 negres rei · d7 negres cavall · e7 blanques dama · g7 negres peó · h7 negres peó · d6 blanques cavall · f6 negres cavall · e5 blanques peó · g5 blanques alfil · b4 blanques rei · d4 blanques torre · f3 negres dama · b2 blanques peó · c2 blanques peó · h2 blanques peó · a1 negres torre · h1 blanques torre | h8 negres torre · b7 negres alfil · c7 negres rei · d7 negres cavall · e7 blanques dama · g7 negres peó · h7 negres peó · d6 blanques cavall · f6 negres cavall · e5 blanques peó · g5 blanques alfil · b4 blanques rei · d4 blanques torre · f3 negres dama · b2 blanques peó · c2 blanques peó · h2 blanques peó · a1 negres torre · h1 blanques torre | h8 negres torre · b7 negres alfil · c7 negres rei · d7 negres cavall · e7 blanques dama · g7 negres peó · h7 negres peó · d6 blanques cavall · f6 negres cavall · e5 blanques peó · g5 blanques alfil · b4 blanques rei · d4 blanques torre · f3 negres dama · b2 blanques peó · c2 blanques peó · h2 blanques peó · a1 negres torre · h1 blanques torre | h8 negres torre · b7 negres alfil · c7 negres rei · d7 negres cavall · e7 blanques dama · g7 negres peó · h7 negres peó · d6 blanques cavall · f6 negres cavall · e5 blanques peó · g5 blanques alfil · b4 blanques rei · d4 blanques torre · f3 negres dama · b2 blanques peó · c2 blanques peó · h2 blanques peó · a1 negres torre · h1 blanques torre | 3 |
| 2 | h8 negres torre · b7 negres alfil · c7 negres rei · d7 negres cavall · e7 blanques dama · g7 negres peó · h7 negres peó · d6 blanques cavall · f6 negres cavall · e5 blanques peó · g5 blanques alfil · b4 blanques rei · d4 blanques torre · f3 negres dama · b2 blanques peó · c2 blanques peó · h2 blanques peó · a1 negres torre · h1 blanques torre | h8 negres torre · b7 negres alfil · c7 negres rei · d7 negres cavall · e7 blanques dama · g7 negres peó · h7 negres peó · d6 blanques cavall · f6 negres cavall · e5 blanques peó · g5 blanques alfil · b4 blanques rei · d4 blanques torre · f3 negres dama · b2 blanques peó · c2 blanques peó · h2 blanques peó · a1 negres torre · h1 blanques torre | h8 negres torre · b7 negres alfil · c7 negres rei · d7 negres cavall · e7 blanques dama · g7 negres peó · h7 negres peó · d6 blanques cavall · f6 negres cavall · e5 blanques peó · g5 blanques alfil · b4 blanques rei · d4 blanques torre · f3 negres dama · b2 blanques peó · c2 blanques peó · h2 blanques peó · a1 negres torre · h1 blanques torre | h8 negres torre · b7 negres alfil · c7 negres rei · d7 negres cavall · e7 blanques dama · g7 negres peó · h7 negres peó · d6 blanques cavall · f6 negres cavall · e5 blanques peó · g5 blanques alfil · b4 blanques rei · d4 blanques torre · f3 negres dama · b2 blanques peó · c2 blanques peó · h2 blanques peó · a1 negres torre · h1 blanques torre | h8 negres torre · b7 negres alfil · c7 negres rei · d7 negres cavall · e7 blanques dama · g7 negres peó · h7 negres peó · d6 blanques cavall · f6 negres cavall · e5 blanques peó · g5 blanques alfil · b4 blanques rei · d4 blanques torre · f3 negres dama · b2 blanques peó · c2 blanques peó · h2 blanques peó · a1 negres torre · h1 blanques torre | h8 negres torre · b7 negres alfil · c7 negres rei · d7 negres cavall · e7 blanques dama · g7 negres peó · h7 negres peó · d6 blanques cavall · f6 negres cavall · e5 blanques peó · g5 blanques alfil · b4 blanques rei · d4 blanques torre · f3 negres dama · b2 blanques peó · c2 blanques peó · h2 blanques peó · a1 negres torre · h1 blanques torre | h8 negres torre · b7 negres alfil · c7 negres rei · d7 negres cavall · e7 blanques dama · g7 negres peó · h7 negres peó · d6 blanques cavall · f6 negres cavall · e5 blanques peó · g5 blanques alfil · b4 blanques rei · d4 blanques torre · f3 negres dama · b2 blanques peó · c2 blanques peó · h2 blanques peó · a1 negres torre · h1 blanques torre | h8 negres torre · b7 negres alfil · c7 negres rei · d7 negres cavall · e7 blanques dama · g7 negres peó · h7 negres peó · d6 blanques cavall · f6 negres cavall · e5 blanques peó · g5 blanques alfil · b4 blanques rei · d4 blanques torre · f3 negres dama · b2 blanques peó · c2 blanques peó · h2 blanques peó · a1 negres torre · h1 blanques torre | 2 |
| 1 | h8 negres torre · b7 negres alfil · c7 negres rei · d7 negres cavall · e7 blanques dama · g7 negres peó · h7 negres peó · d6 blanques cavall · f6 negres cavall · e5 blanques peó · g5 blanques alfil · b4 blanques rei · d4 blanques torre · f3 negres dama · b2 blanques peó · c2 blanques peó · h2 blanques peó · a1 negres torre · h1 blanques torre | h8 negres torre · b7 negres alfil · c7 negres rei · d7 negres cavall · e7 blanques dama · g7 negres peó · h7 negres peó · d6 blanques cavall · f6 negres cavall · e5 blanques peó · g5 blanques alfil · b4 blanques rei · d4 blanques torre · f3 negres dama · b2 blanques peó · c2 blanques peó · h2 blanques peó · a1 negres torre · h1 blanques torre | h8 negres torre · b7 negres alfil · c7 negres rei · d7 negres cavall · e7 blanques dama · g7 negres peó · h7 negres peó · d6 blanques cavall · f6 negres cavall · e5 blanques peó · g5 blanques alfil · b4 blanques rei · d4 blanques torre · f3 negres dama · b2 blanques peó · c2 blanques peó · h2 blanques peó · a1 negres torre · h1 blanques torre | h8 negres torre · b7 negres alfil · c7 negres rei · d7 negres cavall · e7 blanques dama · g7 negres peó · h7 negres peó · d6 blanques cavall · f6 negres cavall · e5 blanques peó · g5 blanques alfil · b4 blanques rei · d4 blanques torre · f3 negres dama · b2 blanques peó · c2 blanques peó · h2 blanques peó · a1 negres torre · h1 blanques torre | h8 negres torre · b7 negres alfil · c7 negres rei · d7 negres cavall · e7 blanques dama · g7 negres peó · h7 negres peó · d6 blanques cavall · f6 negres cavall · e5 blanques peó · g5 blanques alfil · b4 blanques rei · d4 blanques torre · f3 negres dama · b2 blanques peó · c2 blanques peó · h2 blanques peó · a1 negres torre · h1 blanques torre | h8 negres torre · b7 negres alfil · c7 negres rei · d7 negres cavall · e7 blanques dama · g7 negres peó · h7 negres peó · d6 blanques cavall · f6 negres cavall · e5 blanques peó · g5 blanques alfil · b4 blanques rei · d4 blanques torre · f3 negres dama · b2 blanques peó · c2 blanques peó · h2 blanques peó · a1 negres torre · h1 blanques torre | h8 negres torre · b7 negres alfil · c7 negres rei · d7 negres cavall · e7 blanques dama · g7 negres peó · h7 negres peó · d6 blanques cavall · f6 negres cavall · e5 blanques peó · g5 blanques alfil · b4 blanques rei · d4 blanques torre · f3 negres dama · b2 blanques peó · c2 blanques peó · h2 blanques peó · a1 negres torre · h1 blanques torre | h8 negres torre · b7 negres alfil · c7 negres rei · d7 negres cavall · e7 blanques dama · g7 negres peó · h7 negres peó · d6 blanques cavall · f6 negres cavall · e5 blanques peó · g5 blanques alfil · b4 blanques rei · d4 blanques torre · f3 negres dama · b2 blanques peó · c2 blanques peó · h2 blanques peó · a1 negres torre · h1 blanques torre | 1 |
|   | a | b | c | d | e | f | g | h |   |

Planinc-Minić, Memorial Vidmar, Ljubljana/Portorož 1973 
1.e4 c5 2.Cf3 d6 3.d4 cxd4 4.Cxd4 Cf6 5.Cc3 a6 6.Ag5 e6 7.f4 Cbd7 8.Df3 Dc7 9.O-O-O b5 10.e5 Ab7 11.Dh3 dxe5 12.Cxe6 fxe6 13.Dxe6+ Ae7 14.Axb5 axb5 15.Cxb5 Dc6 16.Cd6+ Rd8 17.fxe5 Rc7 18.Dxe7 Txa2 19.Td4 Ta1+ 20.Rd2 Dxg2+ 21.Rc3 Df3+ 22.Rb4 (vegeu el diagrama) Ta4+!! Una jugada brillant, donant una torre tot just per guanyar un temps per l'atac. 23.Rxa4 Ac6+ 24.Rb4 Tb8+ 25.Rc4 Cd5 26.Ce8+ Txe8 27.Dd6+ Rb7 28.Txd5 Dxh1 29.Ta5 De4+ 30.Rb3 Txe5 31.Ad8 Df3+ 32.c3 Df7+ 33.c4 Te3+ 34.Rb4 Df8 35.Dxf8 Cxf8 36.Tf5 Tf3 37.Th5 Ce6 38.Ae7 h6 39.Ad6 Td3 40.Ae5 Te3 41.Ag3 Ae8 42.Ta5 Te2 43.b3 g5 44.Tf5 h5 45.c5 Te4+ 46.Rc3 Rc6 47.Ad6 Te3+ 48.Rc4 Txb3 49.Te5 Tf3 50.Rb4 Ad7 51.Te2 Cd4 52.Ta2 Rd5 53.Ra5 Tb3 54.Td2 Rc4 0-1
Minić va ser trobat per amics seus al seu apartament de Novi Sad el 9 d'abril de 2005, després que no contestés a les trucades des de feia dies. Els metges varen determinar que havia mort d'un atac de cor aproximadament quatre dies abans, en el seu 69è aniversari.